# Alzano Lombardo
Alzano Lombardo is een gemeente in de Italiaanse provincie Bergamo (regio Lombardije) en telt 12.705 inwoners (31-12-2004). De oppervlakte bedraagt 13,4 km2, de bevolkingsdichtheid is 898 inwoners per km2.
De volgende frazioni maken deel uit van de gemeente: Alzano Sopra, Nese, Monte di Nese, Olera, Burro, Brumano en Busa.

## Demografie
Alzano Lombardo telt ongeveer 5374 huishoudens. Het aantal inwoners steeg in de periode 1991-2001 met 1,7% volgens cijfers uit de tienjaarlijkse volkstellingen van ISTAT.
| Jaar | Inwoneraantal |
| ---- | ------------- |
| 1991 | 11.864        |
| 2001 | 12.068        |
| 2004 | 12.705        |

## Geografie
De gemeente ligt op ongeveer 304 m boven zeeniveau.
Alzano Lombardo grenst aan de volgende gemeenten: Nembro, Ponteranica, Ranica, Villa di Serio, Zogno.

## Geboren
- P. Lion (1959), zanger en musicus
- Mirko Gualdi (1968), wielrenner
- Giuseppe Signori (1968), profvoetballer
- Matteo Carrara (1979), wielrenner
- Alessandro Bazzana (1984), wielrenner
- Mattia Cattaneo (1990), wielrenner
- Michela Moioli (1995), snowboardster
- Andrea Locatelli (1996), motorcoureur
- Silvia Persico (1997), wielrenster
- Annamaria Serturini (1997), voetbalster

## Externe link

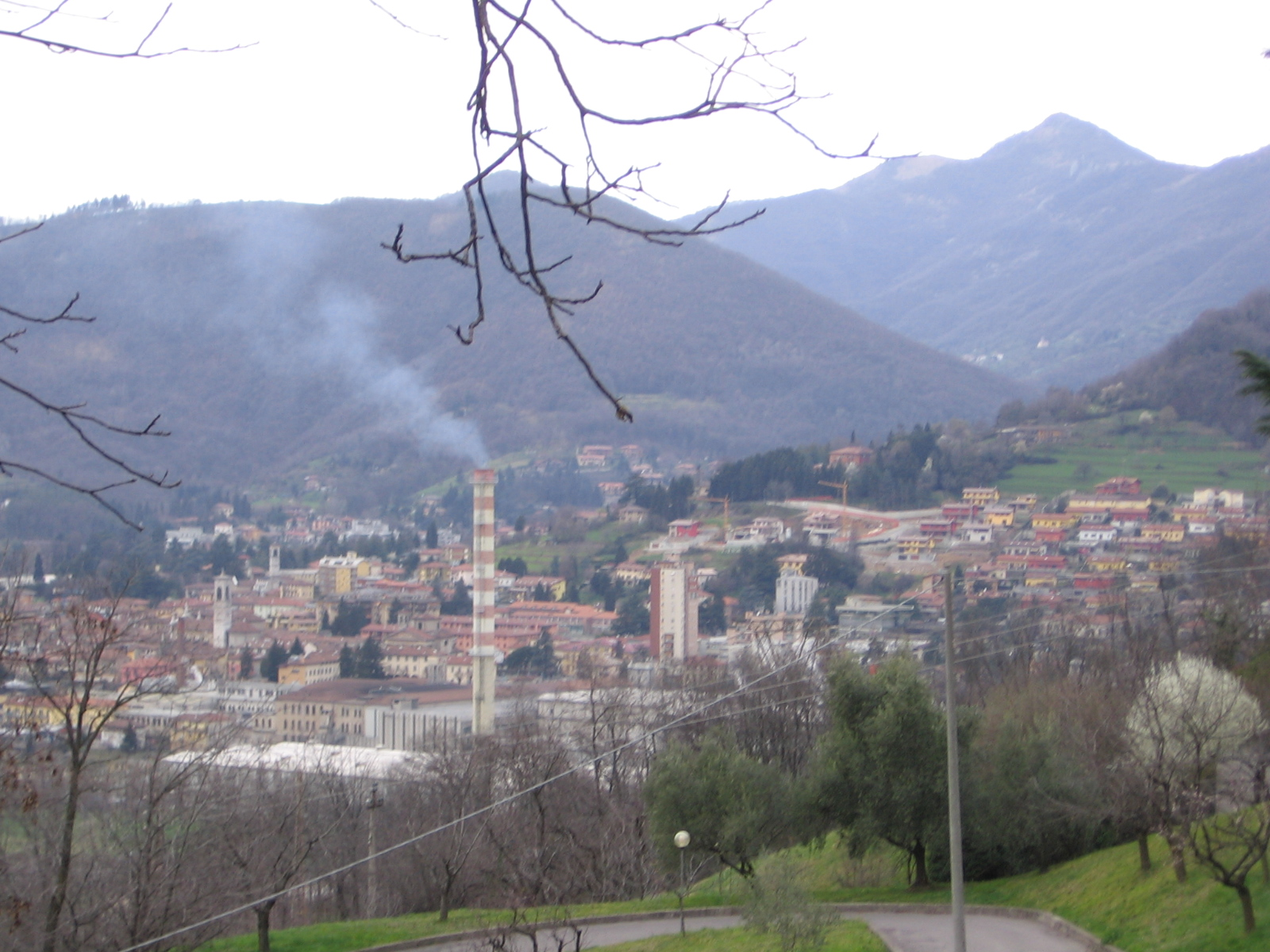
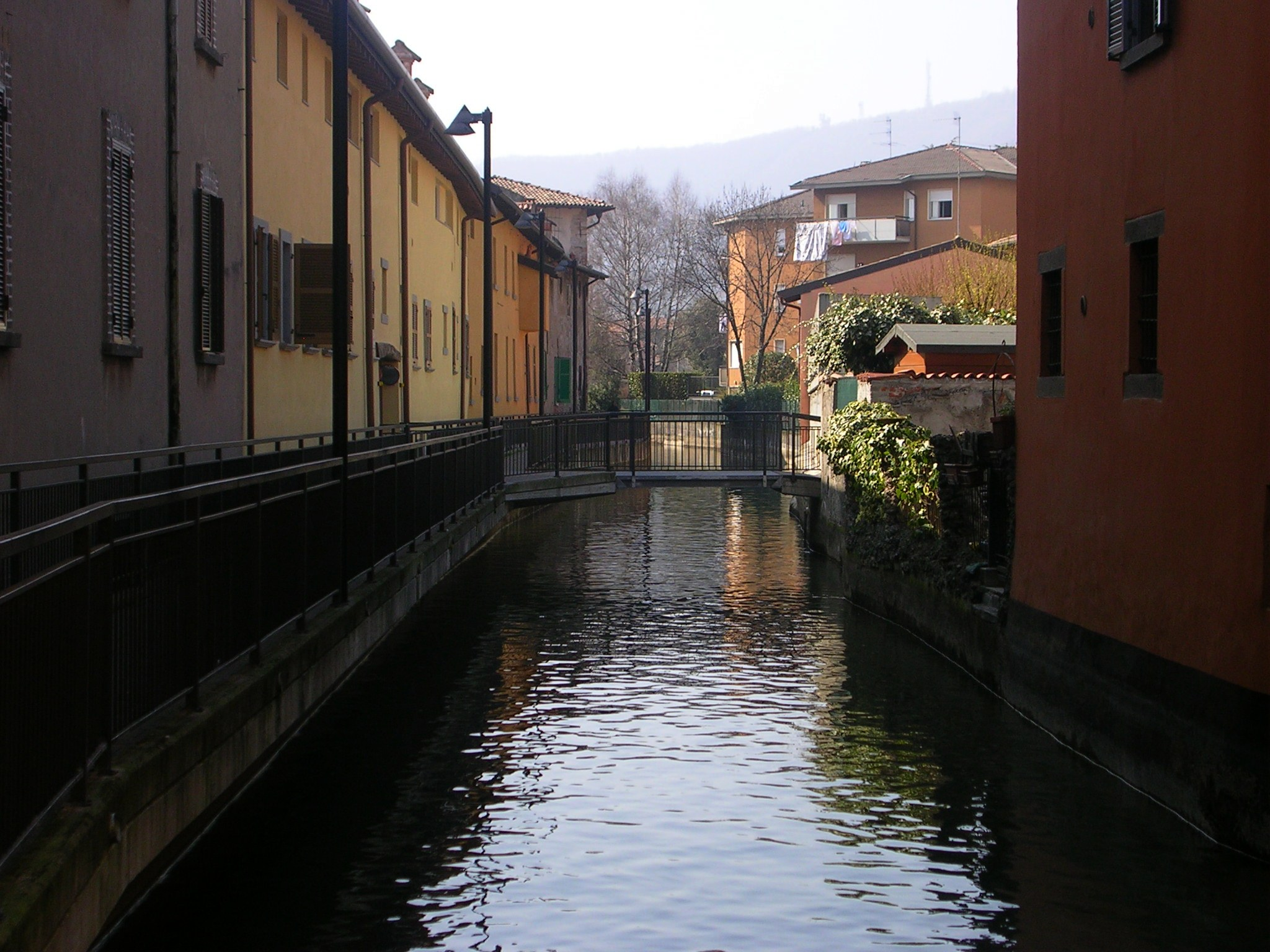
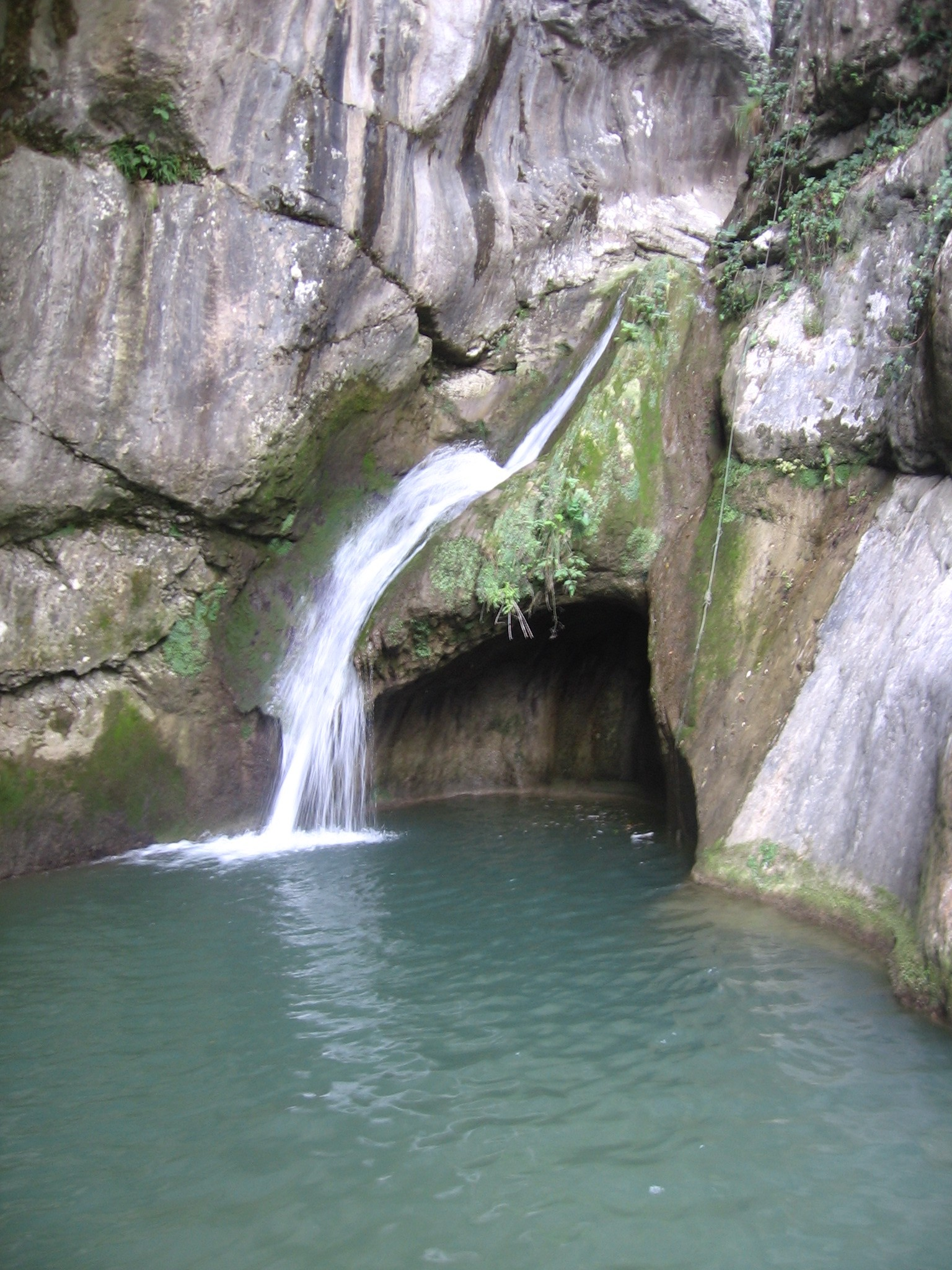
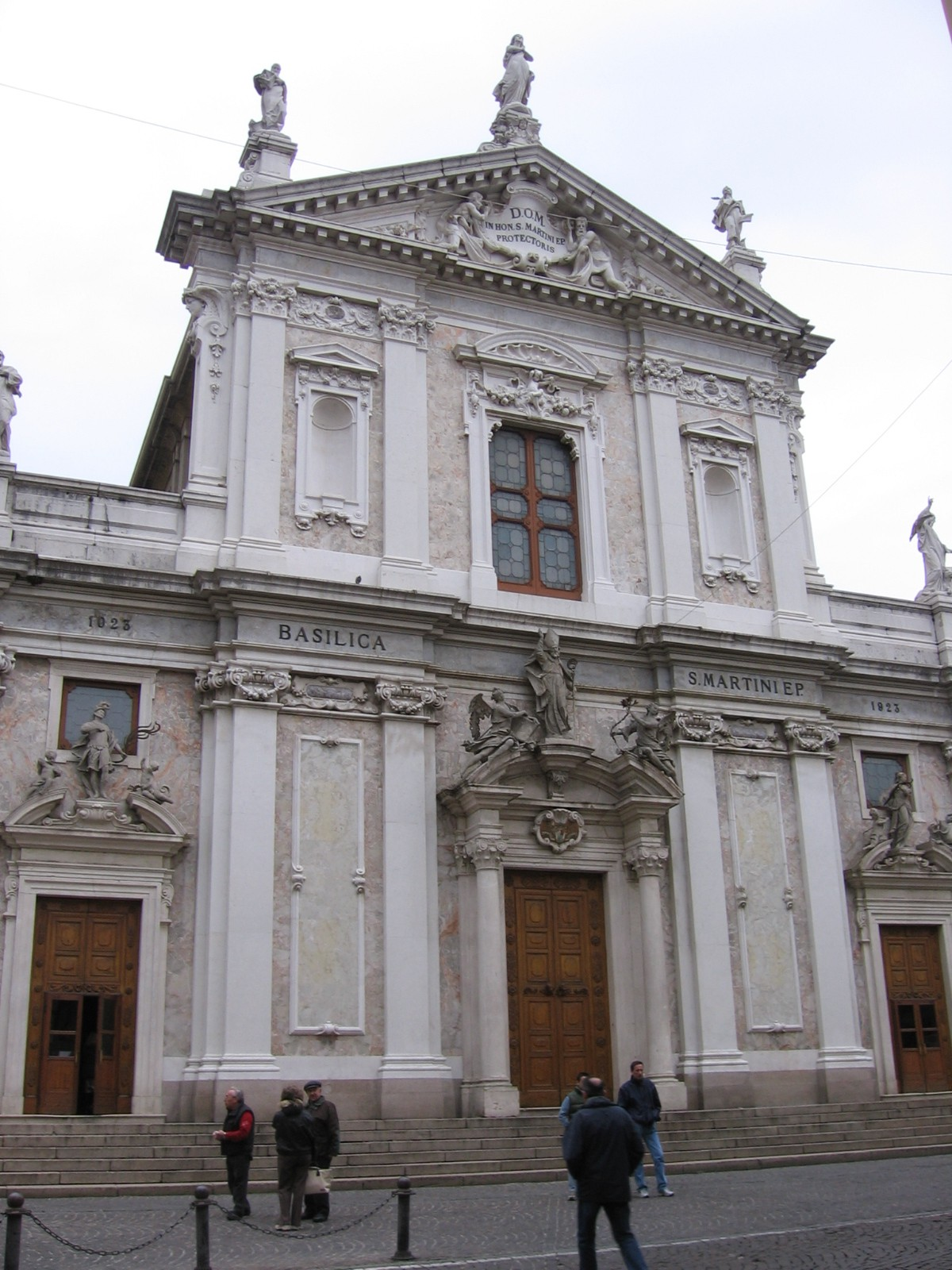
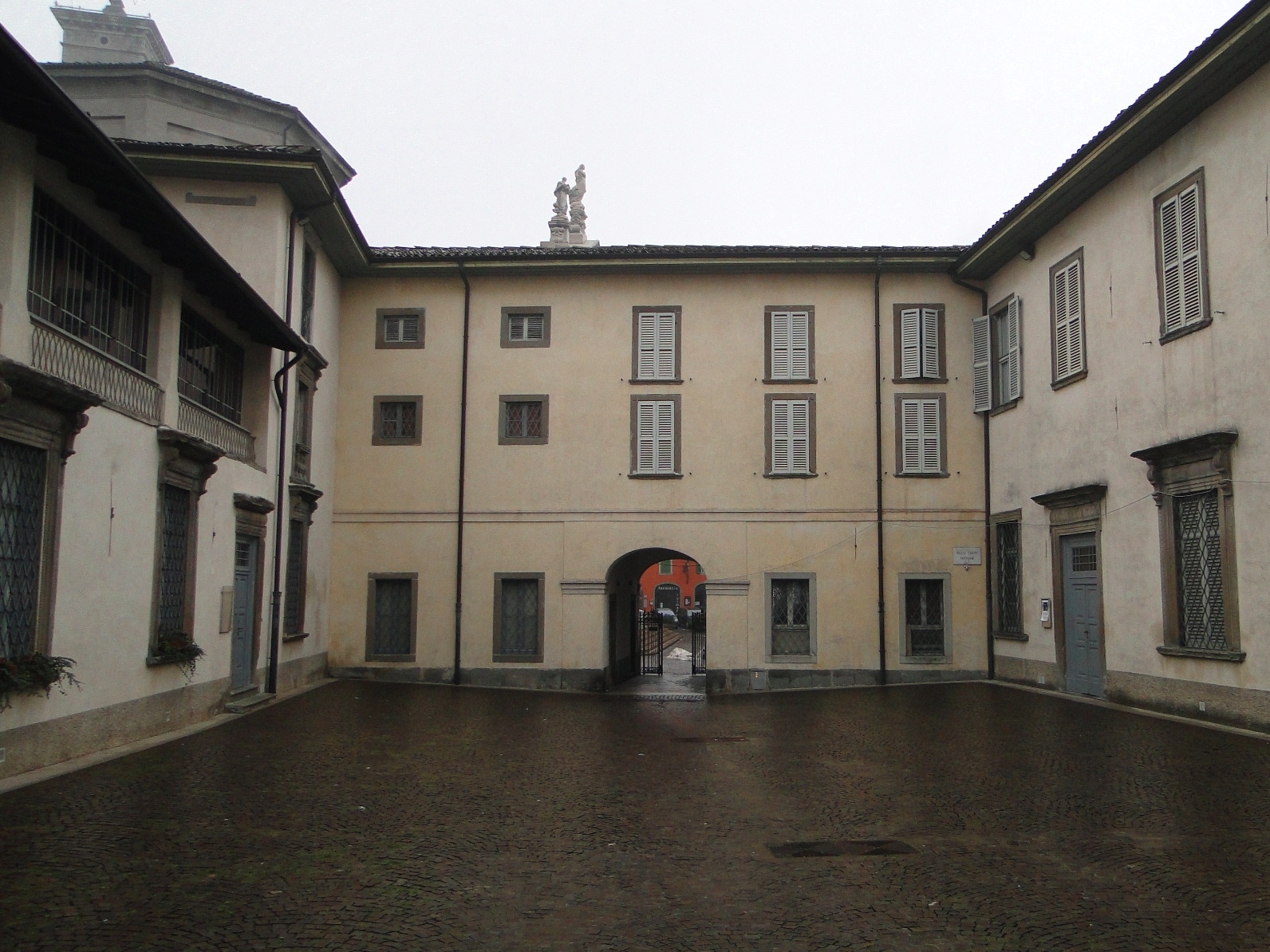
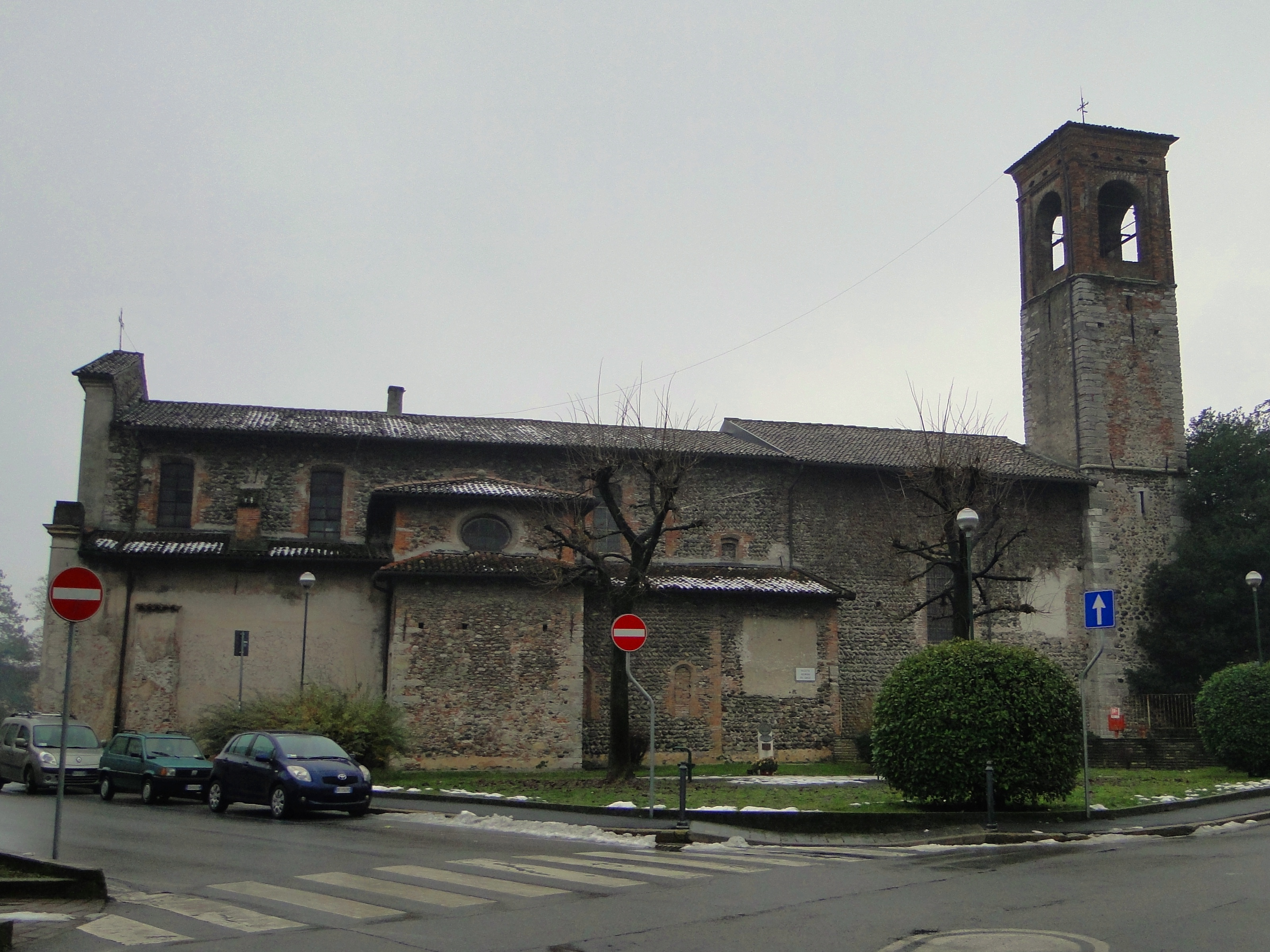
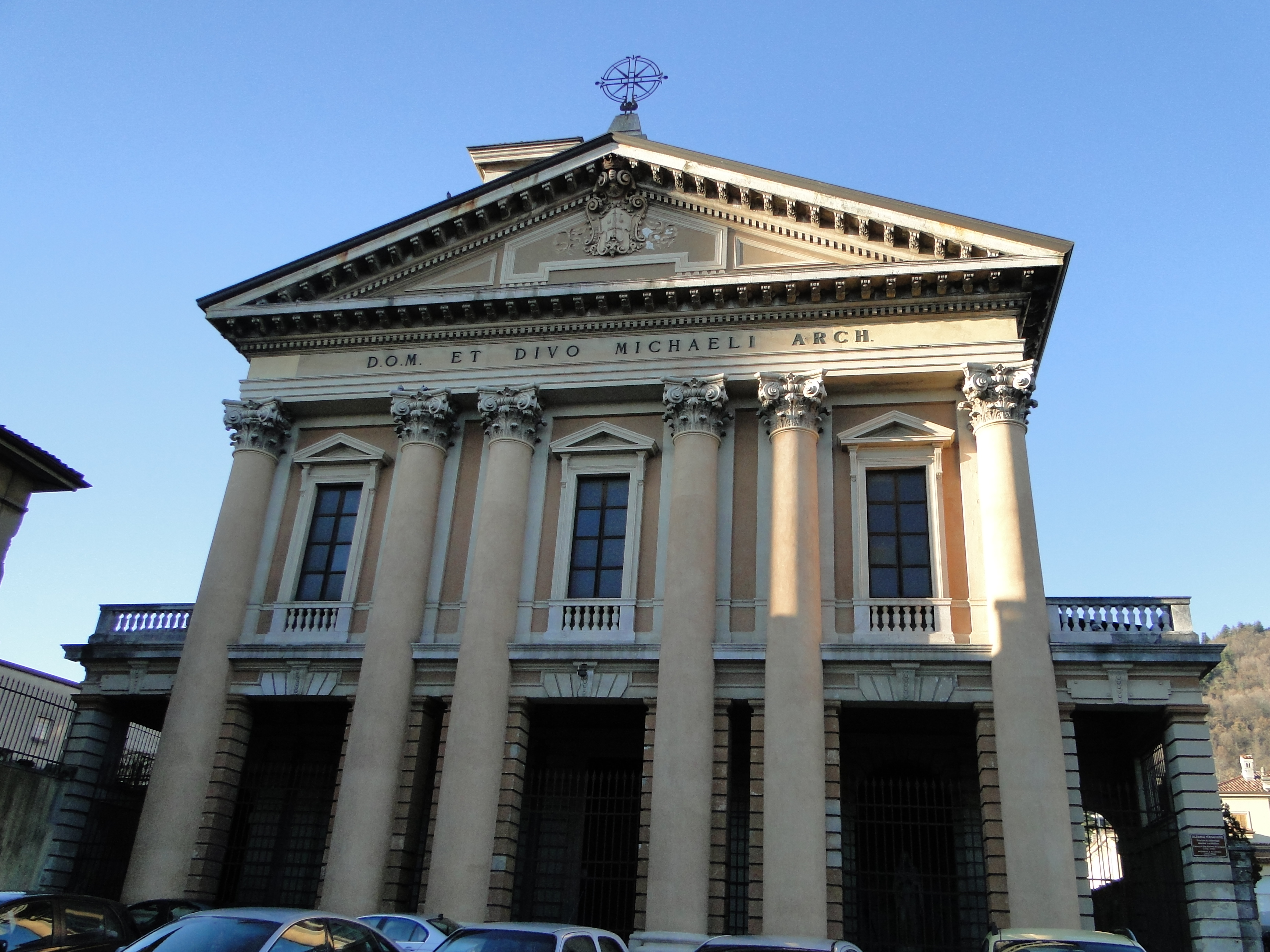